# Посольство Швейцарии в России
Посольство Швейцарии в России — дипломатическая миссия Швейцарии в России, расположена в Москве в Басманном районе на углу переулка Огородная Слобода и Гусятникова переулка, по адресу пер. Огородная Слобода, 2/5.
- Посол Швейцарии в России, с 2021 года — Кристина Марти Ланг.

## История отношений
Дипломатические отношения между Швейцарией и Россией были установлены 22 февраля (6 марта) 1814 года. Первое посольство Швейцарии в России было открыто в 1906 году в Санкт-Петербурге. После революции 1917 года отношения прерваны не были, хотя Советская Россия не была признана швейцарской стороной. В 1923—1946 годы отношения прерывались из-за убийства советского полномочного представителя Вацлава Воровского и оправдания судом присяжных его убийцы. 
23 декабря 1991 года Россия была признана Швейцарией в качестве правопреемника Советского Союза.

## Послы Швейцарии в России
| - Эдуар Одье (20 февраля 1906 — 11 ноября 1918) - Альбер Жюно (11 ноября 1918 — 31 июля 1919) - Герман Флюккигер (20 августа 1946 — 5 мая 1948) - Ханс Цурлинден (1 июля 1948 — 28 марта 1950) - Камиль Жорж (17 сентября 1950 — 9 мая 1953) - Эдуард де Халлер (21 октября 1953 — 22 марта 1957) - Альфред Зендер (3 мая 1957 — 25 марта 1961) - Макс Трёндле (28 марта 1961 — 14 марта 1964) - Антон Рой Ганц (23 апреля 1964 — 20 октября 1966) - Август Линдт (5 декабря 1966 — 17 июня 1969) - Жан де Штуц (30 июня 1969 — 21 сентября 1973) - Рене Фесслер (28 января 1974 — 13 декабря 1977) | - Альфред Холь (30 марта 1978 — 19 января 1982) - Карл Фричи (1 февраля 1982 — 31 июля 1987) - Франсис Пианка (1 августа 1987 — 18 июля 1991) - Жан-Пьер Риттер (2 сентября 1991 — 1 января 1995) - Йохан Каспар Бухер (12 февраля 1995 — 20 декабря 1999) - Вальтер Фечерин (10 января 2000 — 31 октября 2003) - Эрвин Хофер (17 февраля 2004 — 18 января 2009) - Вальтер Бруно Гигер (2009—2012) - Пьер Хельг (2013—2016) - Ив Россье (2017—2020) - Кристина Марти Ланг (1 января 2021 — н. в.) |

## Генеральное консульство
Генеральное консульство Швейцарии расположено в Санкт-Петербурге.